# 38-я танковая бригада (1-го формирования)
38-я легкотанковая бригада (38 лтбр) — воинское соединение автобронетанковых войск в РККА Вооружённых Сил СССР.

## 1-е формирование
В середине 1938 в автобронетанковых войсках Красной Армии проведена перенумерация бригад и переход их на новые штаты. 15-я механизированная бригада стала называться 38-я легкотанковая бригада. 26.07.1938 бригада вошла в состав Винницкой армейской группы Киевского Особого военного округа.
Бригада вооружена была лёгкими танками Т-26. Дислоцировалась бригада в г. Шепетовка Каменец-Подольской области.
16 сентября 1939 бригада в составе 17-го стрелкового корпуса Волочиской армейской группы Украинского фронта принимала участие в Польском походе РККА. Бригада в составе Действующей армии находилась 17.9.39-28.9.39.
24 сентября Волочиская армейская группа переименована в Восточную армейскую группу. 38-я бригада получила приказ выдвинуться в район м. Сокал (ныне Сокаль Львовской области).
25 сентября бригада начала марш к Сокал.
28 сентября Восточная армейская группа переименована в 6-ю армию.
К исходу 29 сентября бригада подошла к Замостью.
За время марша бригада вступала в боевые столкновения с вооружёнными польскими группами. Всего бригада прошла 748 км, потеряв 8 человек убитыми и 6 ранеными. Было взято в плен около 30 тысяч человек, захвачено 11 танков.
С октября 1939 бригада дислоцировалась в г. Владимир-Волынский и входила в состав 6-й армии КОВО.
20 июня — 10 июля 1940 бригада была в составе 12-й армии Южного фронта во время освободительного похода рабочих и крестьян от гнёта капиталистов и помещиков в Румынию, но в Северную Буковину не входила.
В марте 1941 бригада пошла на формирование 41-й танковой дивизии 22-го механизированного корпуса.

## Полное название
38-я легкотанковая бригада

## Подчинение
- Киевский военный округ (… — 26.07.1938);
- Винницкая армейская группа Киевского Особого военного округа (26.07.1938 — 16.09.1939);
- 17-й стрелковый корпус Волочиской армейской группы Украинского фронта (16 — 24.09.1939);
- 17-й стрелковый корпус Восточной армейской группы Украинского фронта (24 — 28.09.1939);
- 17-й стрелковый корпус 6-й армии Украинского фронта (28.09 — октябрь 1939);
- 6-я армия Киевского Особого военного округа (октябрь 1939 — 20.06.1940);
- 12-я армия Южного фронта (20 июня — 10 июля 1940);
- 6-я армия Киевского Особого военного округа (июль 1940 — март 1941).

## Командование
Командиры бригады: 
- Волох, Пётр Васильевич комбриг, (1938 — 4.06.1940).
- Катуков, Михаил Ефимович, полковник, (20.07 — …11.1940).
- Павлов, Пётр Петрович, полковник, (…11.1940 — весна 1941).

Заместитель командира бригады по политической части:
- Зуев Иван Васильевич, с сентября 1935 полковой комиссар, (до 10.05.1939).
- Балыков, Михаил Михайлович, полковой комиссар (с мая 1939).

Заместитель командира бригады по строевой части:
- Павлов, Пётр Петрович, подполковник, (1938 — …11.1940).

Помощник командира бригады по технической части:
- Шилькрот, Моисей Давидович, майор, ….

Начальник штаба бригады:
- Малыгин Константин Алексеевич, майор, …, (до 03.1941).

Начальник оперативной части:
- Невжинский, Михаил Васильевич, майор, (с 1939).

Начальник 5-й части (тыл бригады):
- Мухин, Алексей Васильевич, капитан.

Начальник химической службы:
- Верушкин, Фёдор Алексеевич

Начальник политического отдела:
- Широков, Виктор Прокофьевич, батальонный комиссар, (до 4.11.1939).

Командование подразделений
- 53-й отдельный танковый батальон: пом командира батальона майор Василий Георгиевич Королёв (18.1.1939 —5.3.1940).
- 79-й отдельный учебный танковый батальон: Командир батальона майор Василий Георгиевич Королёв (5.3.1940 — 1941 г.).
- 271-й ремонтно-восстановительный батальон: Командир батальона капитан Михаил Семёнович Ральников.

## Состав
На 1938:
- -     - управление бригады
    - 53-й отдельный танковый батальон
    - 55-й отдельный танковый батальон
    - 61-й отдельный танковый батальон
    - 79-й отдельный учебный танковый батальон
    - 271-й ремонтно-восстановительный батальон

## Боевая деятельность
1938 год
26 июля Главный Военный совет Красной Армии Киевский военный округ преобразовал в Киевский Особый военный округ и создал в округе армейские группы. В автобронетанковых войсках проведена перенумерация бригад и переход их на новые штаты. 15-я механизированная бригада стала называться 38-я легкотанковая бригада. Бригада вошла в состав Винницкой армейской группы.
38-я лтбр дислоцировалась в гарнизоне г. Шепетовка.
- Командир бригады комбриг П. В. Волох.
- Заместитель командира бригады по строевой части подполковник П. П. Павлов.
- Заместитель командира бригады по политической части полковой комиссар И. В. Зуев.
- Начальник штаба бригады майор К. А. Малыгин.

1939 год
38-я лтбр дислоцировалась в гарнизоне г. Шепетовка.
- Командир бригады комбриг П. В. Волох.
- Заместитель командира бригады по строевой части подполковник П. П. Павлов.
- Заместитель командира бригады по политической части полковой комиссар И. В. Зуев.
- Начальник штаба бригады майор К. А. Малыгин.

В мае заместителем командира бригады по политической части назначен полковой комиссар М. М. Балыков.
1 сентября началась германо-польская война.
4 сентября с разрешения СНК СССР Народный комиссар обороны СССР отдал приказ о задержке увольнения в запас отслуживших срочную службу красноармейцев и сержантов на 1 месяц и призыв на учебные сборы военнообязанных запаса в КОВО.
6 сентября около 24.00 Народный комиссар обороны СССР прислал командующему войсками КОВО командарму 1-го ранга С. К. Тимошенко директиву о проведении «Больших учебных сборов» (далее БУС) являвшихся скрытой частичной мобилизацией.
7 сентября начались мобилизационные мероприятия под названием «Большие учебные сборы» в КОВО и Винницкой армейской группе.
9 сентября ЦК ВКП(б) и СНК СССР приняли решение об увеличении тиражей армейских газет в округах, проводивших БУС, и центральных газет для распространения в армии.
11 сентября КОВО выделил управление Украинского фронта и войска, входящие в него. Командующим войсками фронта назначен командарм 1-го ранга С. К. Тимошенко.
14 сентября Военному совету КОВО направляется директива Народного комиссара обороны СССР Маршала Советского Союза К. Е. Ворошилова и Начальника Генерального штаба РККА командарма 1-го ранга Б. М. Шапошникова за № 16634 «О начале наступления против Польши». В директиве поставлена задача к исходу 16 сентября скрытно сосредоточить и быть готовым к решительному наступлению с целью молниеносным ударом разгромить противостоящие польские войска.
15 сентября войска Винницкой армейской группы Украинского фронта в основном завершили мобилизацию и сосредоточились в исходных районах у советско-польской границы.
16 сентября управление Винницкой армейской группы переименовано в управление Волочиской армейской группы с управлением в г. Волочиск. Командующим войсками Волочиской группы назначен командующий войсками Винницкой армейской группы Голиков Ф. И.
В состав группы вошли:
- 17-й стрелковый корпус с приданными 38-й легкотанковой бригадой (со 142 лёгкими танками Т-26) и 10-й тяжёлой танковой бригадой (к моменту начала операции к месту выступления прибыло 58 Т-28 и 20 БТ-7 — два танковых батальона и разведывательная рота, остальные находились в резерве армейской группы и прибыли позже),
- 2-й кавалерийский корпус с приданной 24-й легкотанковой бригадой (с 237 быстроходными лёгкими танками БТ),
- Старо-Константиновский и Проскуровский укреплённые районы,
- авиационные и другие специальные части.

Командование бригады:
- Командир бригады комбриг П. В. Волох.
- Заместитель командира бригады по строевой части подполковник П. П. Павлов.
- Заместитель командира бригады по политической части полковой комиссар М. М. Балыков.
- Начальник штаба бригады майор К. А. Малыгин.

16 сентября Военный совет Украинского фронта директивой № А0084 поставил подчинённым войскам боевые задачи.
17 сентября
В 4.00 штурмовая группа пограничников и красноармейцев захватила Волочиский пограничный мост. В 4.30 войска 17-го ск нанесли артиллерийский удар по огневым точкам и опорным пунктам противника. В 5.00 другие передовые и штурмовые отряды 17-го ск Красной Армии и пограничных войск НКВД перешли границу и разгромили польскую пограничную охрану. В 5.00 войска 17-го ск приступили к форсированию р. Збруч, используя захваченный мост и наводя мостовые переправы. С 5.00 до 8.00 96-я и 97-я стрелковые дивизии и 38-я и 10-я танковые бригады 17-го ск форсировав р. Збруч, сломили незначительное сопротивление польских пограничников в глубине обороны. Около 8.00 войска 17-го ск перестроились из боевого порядка в походные колонны и двинулись в сторону г. Тарнополя. Подвижные танковые соединения 17-го ск 38-я лтбр и 10-я ттбр быстро обогнали стрелковые полки и двинулись вглубь польской территории.
20 сентября
В течение 19 и 20 сентября между представителями командования Красной Армии и Германской армии в г. Москве и г. Львове велись переговоры об отводе германских войск окружавших полукольцом г. Львов. Одновременно велись переговоры между представителями командования Красной Армии и начальника польского гарнизона, находившегося в г. Львове.
Львов. В 16.20 2-му кавалерийскому корпусу, командир корпуса комдив Ф. Я. Костенко, были подчинены из 17-го ск 38-я лтбр, 10-я ттбр и сводный отряд 96-й и 97-й стрелковых дивизий. По приказу командования в войсках началась подготовка к штурму г. Львова, намеченного на 9.00 21 сентября.
К вечеру 20 сентября 14-я кд 2-го кк достигла Ярычева, Барщевеще, а 3-я кд 2-го кк — Калиновки, Бялки Шляхецкой в 8 км от г. Львова.
К 21 сентября ко Львову подошли батальоны 38-й легкотанковой бригады (командир бригады комбриг П. В. Волох) и 10-й тяжёлой танковой бригады (командир бригады полковник К. Иванов).
21 сентября
00.00.Львов. Советские войска занимали позиции вокруг города, одновременно готовясь к атаке города, назначенной на 9.00: 14-я кд должна была атаковать город с севера и северо-востока, сводный отряд 17-го ск с 38-й лтбр — с востока; 5-я кд вместе с 10-й ттбр — с юго-востока, а 3-я кд — с юга и юго-запада.
2.00.Москва. В ходе второго заседания на советско-германских переговорах с 2.00 до 4.00 21 сентября уточнялись сроки выхода на демаркационную линию и был подписан советско-германский протокол: на западный берег р. Сан, у Перемышля, к вечеру 26 сентября и на западный берег р. Сан, у Санок и южнее, к вечеру 28 сентября.
Позже по просьбе представителей германского командования были перенесены сроки:
на восточный берег р. Сан у Перемышля к вечеру 27 сентября и на восточный берег р. Сан у Санок и южнее к вечеру 29 сентября.
22 сентября начальник гарнизона Львова бригадный генерал В.Лангер отдал приказ о капитуляции польского гарнизона. В 15:00 185 танков 24-й легкотанковой бригады в походной колонне вошли в город. В течение вечера и ночи наши советские танкисты занимались разоружением солдат и офицеров гарнизона.
24 сентября Волочиская армейская группа переименована в Восточную армейскую группу.
38-я бригада получила приказ занять район м. Сокал Львовского воеводства Польши (ныне Сокаль Львовской области).
25 сентября бригада начала марш к Сокал.
28 сентября Восточная армейская группа переименована в 6-ю армию.
Бригада совершала марш к Сокал.
29 сентября К исходу дняя бригада подошла к Замостью.
30 сентября. За время марша активных боевых действий не велось. Всего бригада прошла 748 км, потеряв 8 человек убитыми и 6 ранеными. Взято в плен около 30 тысяч человек, захвачено 11 танков.
2 октября бригада была в резерве 5-й армии Украинского фронта.
С октября бригада дислоцировалась в г. Владимир-Волынский.
1940 год
Приказом наркома обороны от 4 июня 1940 командир бригады полковник П. В. Волох назначен командиром 11-й танковой дивизии 2-го механизированного корпуса.
9 июня. Планирование освободительного похода
9 июня в Генеральном штабе Красной Армии был подготовлен проект директивы войскам округов, согласно которому для действий против армии Румынии из войск Киевского ОВО для операции по освобождению Северной Буковины привлекались 5-я армия и 12-я армия. В числе соединений округа была и 38-я лтбр.
В 20.50-21.55 начальник Генштаба Маршал Советского Союза Б. М. Шапошников получил указания политического руководства СССР о подготовке войск к военной операции.
В связи с подготовкой освободительного похода все новые формирования были прекращены. Командовать 38-й легкотанковой бригадой остался полковник П. В. Волох.
10 июня
В 1.15 Военный совет КОВО после получения директивы Генерального штаба в течение 15 минут оповестил командиров соединений о приведении в боевую готовность. На подготовку к выступлению предоставлялся один день. Начало переброски войск по железной дороге и движения своим ходом с 00.05 минут 11 июня.
В 11.20-11.30 10 июня начальник Генштаба направил командующему войсками КОВО совершенно секретную директиву № ОУ/584 о сосредоточении походным порядком в новые районы соединений и частей.
20 июня
В 21.45 командующий войсками КОВО генерал армии Г. К. Жуков, получил директиву наркома обороны и начальника Генштаба № 101396/сс, в которой приказывалось:
- Для управления войсками из состава Управления Киевского Особого Военного Округа выделить управление Южного фронта. Командующим войсками фронта назначается командующий войсками КиевОВО генерал армии Г. К. Жуков, штаб фронта в г. Проскуров.
- Приступить к сосредоточению войск и быть готовым к 22.00 24 июня к решительному наступлению с целью разгромить румынскую армию и занять Бессарабию.
- При сосредоточении иметь следующую группировку:
  - 12-я армия — командующий армией генерал-лейтенант Черевиченко, зам. командующего — генерал-лейтенант Парусинов. Штаб армии — Коломыя. Войска армии развернуть: управления 13, 8, 17-го стрелковых корпусов; 139, 60, 62, 124, 72, 58, 146, 131 и 81-я стрелковые дивизии; 5, 10, 23, 24, 26 и 38-я танковые бригады; 135, 168, 305, 324, 375 и 376-й артполки РГК; 315 и 316-й артдивизионы в районе Куты, Снятынь, Стецова, Коломыя.

23 июня
В 17.00 в Генштаб в Москву из управления КОВО в Киеве полковник Данилов доставил на утверждение наркома обороны и начальника Генштаба проекты директивных документов командования Южного фронта. Основным был документ № А-1/00138/сс/ов, содержащий «План операции Южного фронта по окружению и пленению вооружённых сил Румынии, сосредоточенных в Северной Буковине и Бессарабии». 38-я лтбр должна была действовать в составе 17-го ск 12-й армии.
Войска армии должны были быть развернуты: 13-й ск (139, 60, 62 сд, 23 и 24 тбр, 376, 168, 305 ап РГК; 1 танк. б-н КВ); 8-й ск (72, 124, 146 сд; 5, 10, 26 тбр; 324, 375, 135 ап, 316 артдив РГК); 17-й ск (58 и 131 сд, 38 тбр; 315 артдив РГК) — в районе Куты, Снятынь, Стецова, Коломыя — для нанесения главного удара в направлении Черновицы.
Трудности во время перевозок войск по железной дороге привели к тому, что войска не успевали сосредоточиться к 24 июня. Поэтому 23 июня командующий войсками Южного фронта генерал армии Г. К. Жуков доложил наркому обороны: Выполняя Вашу директиву, войска КОВО и ОдВО приступили с 10.6.1940 г. к сосредоточению, но они не успевают к назначенному сроку. Полная готовность 12-й армии — к исходу 27.6.40 г. В частности к данному моменту в 12-й армии в танковых войсках из шести танковых бригад сосредоточились четыре. Две закончат сосредоточение к исходу 24.6. Состояние танковых войск 12-й армии следующее:
Из шести танковых бригад четыре укомплектованы боевыми машинами на 80 % (23-я, 24-я, 5-я, 10-я), остальные две укомплектованы хуже: 26-я тбр выступила с 38 танками, в настоящее время количество танков доведено до 130, 38-я тбр имеет 87 танков.
Техническое состояние машин удовлетворительное. Цистернами и бочкотарой бригады обеспечены всего на 39 %. Поэтому танковые бригады могут поднять с собой лишь от одной до двух заправок горючего. Возможности получения бочкотары нет. Подвижными и ремонтными средствами танковые части обеспечены на 35-50 %. Низкий процент обеспеченности тракторами — в среднем на 58 %.
24 июня
Исходя указаний начальника Генштаба командующий войсками Южного фронта в 11.15 24 июня отдал своим войскам приказ № 2/М: «Планы действий 5-й армии, 9-й армии и Черноморского флота Нарком Обороны утвердил без изменений. В действия 12-й армии внести следующие изменения:
6. Из состава 13-го ск изымается 168-й гап БМ и 24-я лтбр и придаются 168-й гап — 17-му ск, 24-я лтбр — 8-му ск.
7. Из состава 8-го ск передаётся 5-я лтбр 17-му ск. В остальном без изменений.
Командующему 12-й армии в соответствии с этими уточнениями произвести перегруппировку, закончив её к утру 26.6».
28 июня. Освободительный поход в Северную Буковину
В 11.00 после получения ответа румынского правительства советские войска получили новую задачу — без объявления войны занять Бессарабию и Северную Буковину.
Военный совет Южного фронта отдал войскам директиву № А00149, которой поставил новую задачу войскам Южного фронта — быстрым выдвижением к р. Прут закрепить за СССР территорию Северной Буковины и Бессарабии.
В 14.00 советские войска начали операцию по занятию территории Северной Буковины и Бессарабии.
38-я лтбр на территорию Северной Буковины не вводилась.
Командование бригады:
- Командир бригады комбриг П. В. Волох.
- Заместитель командира бригады по строевой части подполковник П. П. Павлов.
- Заместитель командира бригады по политической части полковой комиссар М. М. Балыков.
- Начальник штаба бригады майор К. А. Малыгин.
- Помощник командира бригады по технической части майор М. Д. Шилькрот.
- Начальник оперативной части майор М. В. Невжинский
- Начальник 5-й части (тыл бригады) капитан А. В. Мухин
- Начальник химической службы Ф. А. Верушкин

3 июля. Окончание освободительного похода в Северную Буковину
В 14.00 советско-румынская граница была закрыта. Таким образом войска Южного фронта выполнили поставленную перед ними задачу. Главные силы приступили к изучению новых дислокации и плановой боевой и политической подготовке в занимаемых ими районах.
3 июля 38-я лтбр входила в состав 15-го ск (7-я,141-я сд, 81-я мд, 38-я лтбр).
5 июля в связи с окончанием Бессарабского похода 5 июля войска Южного фронта были приведены в состояние постоянной боевой готовности мирного времени.
9 июля все войска Южного фронта выдвигались к местам постоянной дислокации. 9 июля было расформировано управление Южного фронта.
20 июля командиром бригады назначен М. Е. Катуков, с должности командира 5-й легкотанковой бригады.
В ноябре полковник М. Е. Катуков назначен командиром 20-й танковой дивизии 9-го механизированного корпуса (в г. Шепетовка).
В ноябре заместитель командира бригады по строевой части полковник П. П. Павлов назначен командиром бригады.
1941 год
В марте 1941 бригада пошла на формирование 41-й танковой дивизии 22-го механизированного корпуса. Начальник штаба бригады Малыгин назначен начальником штаба 41-й тд 22-го мк.
41-я танковая дивизия формировалась на основе 36-й и 38-й легкотанковых бригад КОВО. Из 36-й был сформирован 82-й танковый полк, из 38-й — 81-й танковый полк. 41-я тд формировалась в г. Владимир-Волынск.